# Timofiej Łapszyn
Timofiej Aleksiejewicz Łapszyn (rus. Тимофей Алексеевич Лапшин; ur. 3 lutego 1988 w Krasnojarsku) – rosyjski biathlonista, od sezonu 2016/2017 reprezentujący Koreę Południową.
Łapszyn na arenie międzynarodowej zadebiutował na mistrzostwach świata juniorów w Canmore w 2009 roku, podczas których zdobył srebrny medal w biegu sztafetowym. Podczas sezonu 2011/2012 zadebiutował w zawodach Pucharu Świata, zajmując 23. miejsce w sprincie w Hochfilzen. Tydzień później w tej samej miejscowości pierwszy raz stanął na podium, zajmując trzecie miejsce w biegu sprinterskim i ustępując jedynie Martinowi Forucade oraz Tarjei Bø. Od sezonu 2016/2017 reprezentuje Koreę Południową.

## Osiągnięcia

### Zimowe igrzyska olimpijskie
| Rok  | Miejscowość | Konkurencje | Konkurencje | Konkurencje | Konkurencje | Konkurencje | Konkurencje | Konkurencje |
| Rok  | Miejscowość | IN          | SP          | PU          | MS          | RL          | MR          | SR          |
| ---- | ----------- | ----------- | ----------- | ----------- | ----------- | ----------- | ----------- | ----------- |
| 2018 | Pjongczang  | 20.         | 16.         | 22.         | 25.         | –           | –           | nd.         |
| 2022 | Pekin       | 76.         | 82.         | –           | –           | –           | –           | nd.         |

### Mistrzostwa świata
| Rok  | Miejscowość | Konkurencje | Konkurencje | Konkurencje | Konkurencje | Konkurencje | Konkurencje | Konkurencje |
| Rok  | Miejscowość | IN          | SP          | PU          | MS          | RL          | MR          | SR          |
| ---- | ----------- | ----------- | ----------- | ----------- | ----------- | ----------- | ----------- | ----------- |
| 2012 | Ruhpolding  | 14.         | –           | –           | –           | –           | –           | nd.         |
| 2013 | Nove Mesto  | –           | –           | –           | –           | –           | –           | nd.         |
| 2015 | Kontiolahti | 58.         | 27.         | 40.         | –           | –           | –           | nd.         |
| 2019 | Östersund   | 34.         | 79.         | –           | –           | 26.         | 20.         | 20.         |
| 2020 | Anterselva  | 58.         | 17.         | 50.         | –           | 27.         | 27.         | 16.         |
| 2023 | Oberhof     | 66.         | 26.         | 38.         | –           | –           | 21.         | 25.         |
| 2024 | Nové Město  | 25.         | 30.         | 35.         | 30.         | 24.         | 25.         | 15.         |

### Mistrzostwa świata juniorów
| Rok  | Miejscowość | Konkurencje | Konkurencje | Konkurencje | Konkurencje | Konkurencje | Konkurencje | Konkurencje |
| Rok  | Miejscowość | IN          | SP          | PU          | MS          | RL          | MR          | SR          |
| ---- | ----------- | ----------- | ----------- | ----------- | ----------- | ----------- | ----------- | ----------- |
| 2009 | Canmore     | 46.         | 13.         | 13.         | nd.         | 2.          | nd.         | –           |

### Mistrzostwa Europy
| Rok  | Miejscowość          | Konkurencje | Konkurencje | Konkurencje | Konkurencje | Konkurencje | Konkurencje | Konkurencje |
| Rok  | Miejscowość          | IN          | SP          | PU          | MS          | RL          | MR          | SR          |
| ---- | -------------------- | ----------- | ----------- | ----------- | ----------- | ----------- | ----------- | ----------- |
| 2009 | Ufa                  | –           | 9.          | 8.          | nd.         | 1.          | nd.         | –           |
| 2011 | Ridnaun              | 7.          | 4.          | 8.          | nd.         | 2.          | nd.         | –           |
| 2013 | Bansko               | 6.          | 7.          | 3.          | nd.         | –           | nd.         | –           |
| 2014 | Nové Město na Moravě | 25.         | 9.          | 5.          | nd.         | 4.          | nd.         | –           |

### Puchar Świata

#### Miejsca w klasyfikacji generalnej
| Sezon     | Miejsce |
| --------- | ------- |
| 2011/2012 | 27.     |
| 2012/2013 | -       |
| 2013/2014 | 59.     |
| 2014/2015 | 29.     |
| 2015/2016 | 79.     |
| 2016/2017 | 61.     |
| 2017/2018 | 30.     |
| 2018/2019 | 81.     |
| 2019/2020 | 44.     |
| 2020/2021 | -       |
| 2021/2022 | 69.     |
| 2022/2023 | 31.     |
| 2023/2024 | 44.     |
| 2024/2025 | 78.     |

#### Miejsca na podium chronologicznie
| Lp. | Dzień       | Rok  | Miejscowość | Konkurencja     | Lokata | Pudła | Czas biegu | Strata  | Zwycięzca       |
| --- | ----------- | ---- | ----------- | --------------- | ------ | ----- | ---------- | ------- | --------------- |
| 1.  | 15 grudnia  | 2011 | Hochfilzen  | Sprint na 10 km | 3.     | 0+0   | 24:14.4    | +17.2 s | Tarjei Bø       |
| 2.  | 11 lutego   | 2012 | Kontiolahti | Sprint na 10 km | 2.     | 0+0   | 24:59.0    | +0.8 s  | Martin Fourcade |
| 3.  | 10 stycznia | 2015 | Oberhof     | Sprint na 10 km | 3.     | 0+1   | 27:20.0    | +17.5 s | Martin Fourcade |

### Puchar IBU

#### Miejsca w klasyfikacji generalnej
| Sezon     | Miejsce |
| --------- | ------- |
| 2009/2010 | 36.     |
| 2010/2011 | 6.      |
| 2011/2012 | 58.     |
| 2012/2013 | 5.      |
| 2013/2014 | 2.      |
| 2015/2016 | 23.     |

#### Miejsca na podium chronologicznie
| Lp. | Dzień        | Rok  | Miejscowość          | Konkurencja                | Lokata | Pudła   | Czas biegu  | Strata      | Zwycięzca          |
| --- | ------------ | ---- | -------------------- | -------------------------- | ------ | ------- | ----------- | ----------- | ------------------ |
| 1.  | 11 grudnia   | 2010 | Martell              | Bieg indywidualny na 20 km | 1.     | 1+1+0+0 | 54:26.3 min | –           | –                  |
| 2.  | 13 marca     | 2011 | Annecy               | Bieg pościgowy na 12,5 km  | 2.     | 0+0+1+3 | 36:23.7 min | +34.0 s     | Florian Graf       |
| 3.  | 27 listopada | 2011 | Östersund            | Sprint na 10 km            | 2.     | 0+0     | 27:56.2 min | +15.8 s     | Jakov Fak          |
| 4.  | 25 listopada | 2012 | Idre                 | Sprint na 10 km            | 2.     | 0+1     | 24:38.0 min | +14.2 s     | Julian Eberhard    |
| 5.  | 30 listopada | 2012 | Beitostølen          | Bieg indywidualny na 20 km | 3.     | 0+0+0+1 | 55:45.8 min | +21.9 s     | Iwan Czeriezow     |
| 6.  | 16 grudnia   | 2012 | Forni Avoltri        | Bieg pościgowy na 12,5 km  | 3.     | 0+0+0+0 | 36:52.7 min | +1:08.0 min | Tobias Eberhard    |
| 7.  | 5 stycznia   | 2013 | Otepää               | Bieg indywidualny na 20 km | 2.     | 1+1+0+1 | 53:38.5 min | +52.8 s     | Wiktor Wasiljew    |
| 8.  | 23 listopada | 2013 | Idre                 | Sprint na 10 km            | 1.     | 0+0     | 24:01.9 min | –           | –                  |
| 9.  | 12 grudnia   | 2013 | Obertilliach         | Sprint na 10 km            | 1.     | 0+1     | 23:50.9 min | –           | –                  |
| 10. | 14 grudnia   | 2013 | Obertilliach         | Bieg pościgowy na 12,5 km  | 1.     | 3+1+0+0 | 34:02.5 min | –           | –                  |
| 11. | 6 stycznia   | 2014 | Ridnaun              | Sprint na 10 km            | 3.     | 1+1     | 26:16.5 min | +14.9 s     | Erlend Bjøntegaard |
| 12. | 8 lutego     | 2014 | Osrblie              | Sprint na 10 km            | 2.     | 1+0     | 23:20.4 min | +5.5 s      | Alexander Os       |
| 13. | 9 lutego     | 2014 | Osrblie              | Bieg pościgowy na 12,5 km  | 1.     | 0+0+0+1 | 32:16.5 min | –           | –                  |
| 14. | 19 grudnia   | 2015 | Obertilliach         | Sprint na 10 km            | 1.     | 0+0     | 23:59.8 min | –           | –                  |
| 15. | 9 stycznia   | 2016 | Nové Město na Moravě | Sprint na 10 km            | 2.     | 0+1     | 24:52.2 min | +3.6 s      | Fabien Claude      |
| 16. | 10 stycznia  | 2016 | Nové Město na Moravě | Sprint na 10 km            | 2.     | 1+1     | 24:24.2 min | +3.9 s      | Petr Paszczenko    |